# تاکاشی ساسانو
تاکاشی ساسانو (به ژاپنی: 笹野 高史، Takashi Sasano) (زادهٔ ۲۲ ژوئن ۱۹۴۸) هنرپیشه اهل ژاپن است. از فیلم‌هایی که وی در آن نقش داشته است، می‌توان به هاراکیری: مرگ یک سامورایی اشاره کرد.